# Spilosoma punctaria
Spilosoma punctaria är en fjärilsart som beskrevs av Stoll 1782. Spilosoma punctaria ingår i släktet Spilosoma och familjen björnspinnare. Inga underarter finns listade i Catalogue of Life.

## Bildgalleri

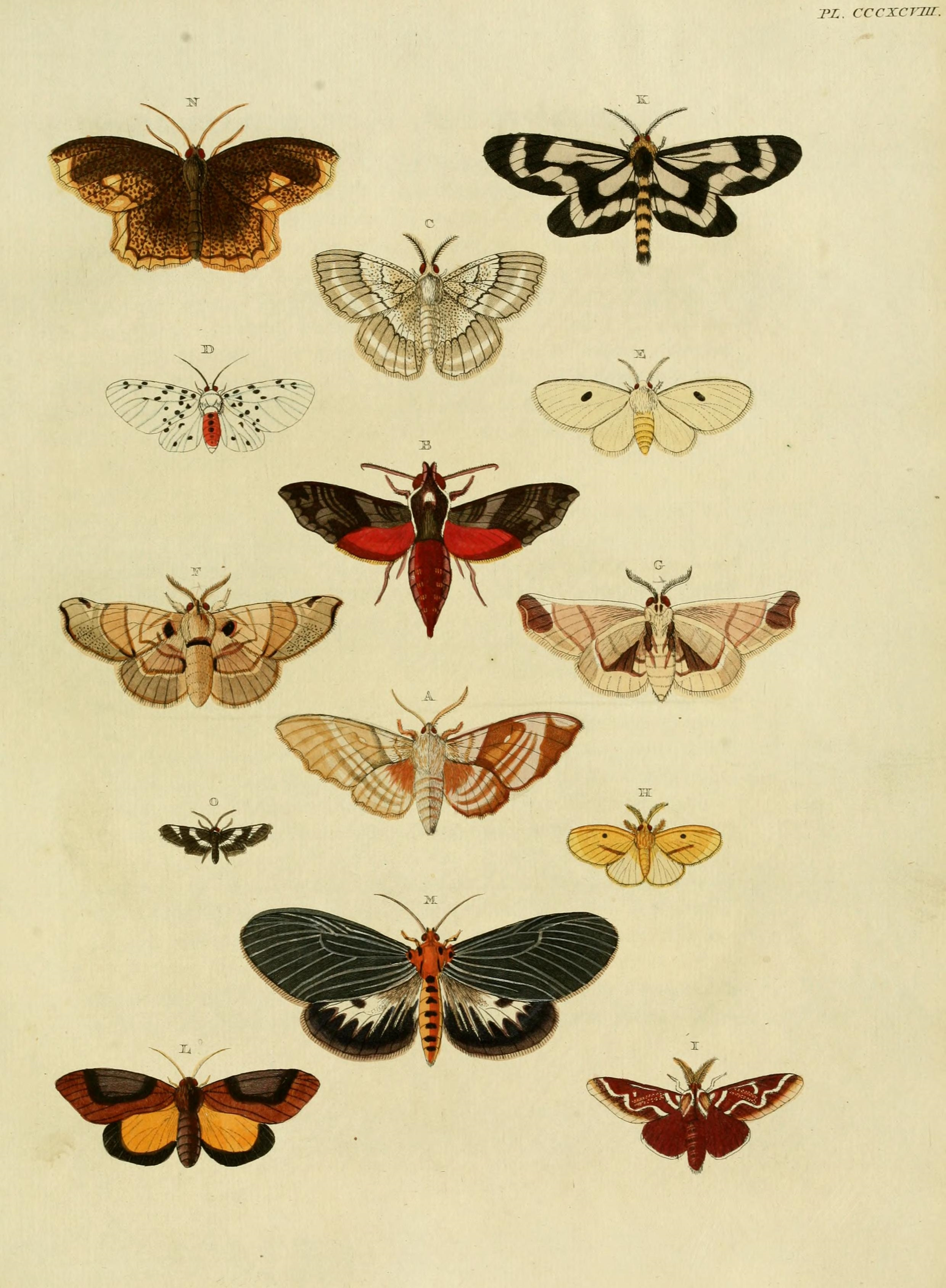